# Campionati del mondo di ciclismo su pista 2018 - Corsa a punti maschile
La corsa a punti maschile ai Campionati del mondo di ciclismo su pista 2018 si è svolta il 2 marzo 2018.

## Risultati
Hanno preso parte alla competizione 16 ciclisti provenienti da 16 federazioni diverse.
| Posizione | Atleta               | Nazione       | Punti giri | Punti sprint | Totale |
| --------- | -------------------- | ------------- | ---------- | ------------ | ------ |
| 1         | Cameron Meyer        | Australia     | 40         | 30           | 70     |
| 2         | Jan-Willem van Schip | Paesi Bassi   | 20         | 32           | 52     |
| 3         | Mark Stewart         | Regno Unito   | 40         | 9            | 49     |
| 4         | Cheung King Lok      | Hong Kong     | 40         | 8            | 48     |
| 5         | Kenny De Ketele      | Belgio        | 40         | 6            | 46     |
| 6         | Andreas Graf         | Austria       | 40         | 2            | 42     |
| 7         | Christos Volikakis   | Grecia        | 20         | 20           | 40     |
| 8         | Eloy Teruel          | Spagna        | 20         | 18           | 38     |
| 9         | Regan Gough          | Nuova Zelanda | 20         | 12           | 32     |
| 10        | Liam Bertazzo        | Italia        | 20         | 4            | 24     |
| 11        | Mark Downey          | Irlanda       | 20         | 0            | 20     |
| 12        | Morgan Kneisky       | Francia       | 0          | 10           | 10     |
| 13        | Alan Banaszek        | Polonia       | 0          | 9            | 9      |
| 14        | João Matias          | Portogallo    | 0          | 6            | 7      |
| 15        | Vitaliy Hryniv       | Ucraina       | 0          | 6            | 7      |
| 16        | Cyrille Thièry       | Svizzera      | 0          | 5            | 5      |
| 17        | Krisztián Lovassy    | Ungheria      | 0          | 4            | 4      |
| 18        | Raman Ramanau        | Bielorussia   | 0          | 3            | 3      |
| 19        | Eric Young           | Stati Uniti   | 0          | 1            | 1      |
| 20        | Denis Nekrasov       | Russia        | −20        | 2            | −18    |
| 21        | Andrej Strmiska      | Slovacchia    | −20        | 0            | −20    |
| –         | Jan Kraus            | Rep. Ceca     | −20        | DNF          | DNF    |
| –         | Maximilian Beyer     | Germania      | DNS        | DNS          | DNS    |